# 2021 w filmie
Wydarzenia filmowe w 2021 roku.

2021 w filmie to 133. rok w historii kinematografii.

## Wydarzenia
- 10 lutego – 46. ceremonia wręczenia Cezarów
- 28 lutego – 78. ceremonia wręczenia Złotych Globów[1]
- 1–5 marca – 71. Międzynarodowy Festiwal Filmowy w Berlinie
- 11 kwietnia – 74. ceremonia wręczenia nagród Brytyjskiej Akademii Filmowej[2]
- 16 kwietnia – 48. ceremonia wręczenia nagrody Annie[3]
- 24 kwietnia – 10. ceremonia wręczenia Węży[4]
- 24 kwietnia – 41. rozdanie nagród Złotych Malin[5]
- 25 kwietnia – 93. ceremonia wręczenia Oscarów[6]
- 6–17 lipca – 74. Międzynarodowy Festiwal Filmowy w Cannes
- 1–11 września – 78. Międzynarodowy Festiwal Filmowy w Wenecji
- 20–25 września – 46. Festiwal Polskich Filmów Fabularnych w Gdyni
- 11 grudnia – 34. ceremonia wręczenia Europejskich Nagród Filmowych

## Premiery kinowe
| Miesiąc     | Data                                                         | Tytuł                                                        | Kraj pochodzenia                                             | Reżyseria                                                              |
| ----------- | ------------------------------------------------------------ | ------------------------------------------------------------ | ------------------------------------------------------------ | ---------------------------------------------------------------------- |
| STYCZEŃ     | Kina w Polsce były zamknięte z powodu pandemii koronawirusa. | Kina w Polsce były zamknięte z powodu pandemii koronawirusa. | Kina w Polsce były zamknięte z powodu pandemii koronawirusa. | Kina w Polsce były zamknięte z powodu pandemii koronawirusa.           |
| LUTY        | 12 lutego 2021                                               | Czarownica miłości                                           | Stany Zjednoczone                                            | Anna Biller                                                            |
| LUTY        | 12 lutego 2021                                               | Filonek Bezogonek                                            | Szwecja                                                      | Christian Ryltenius                                                    |
| LUTY        | 12 lutego 2021                                               | Helmut Newton. Piękno i bestia                               | Stany Zjednoczone                                            | Gero von Boehm                                                         |
| LUTY        | 26 lutego 2021                                               | Palm Springs                                                 | Stany Zjednoczone                                            | Max Barbakow                                                           |
| LUTY        | 26 lutego 2021                                               | Ściana cieni                                                 | Polska                                                       | Eliza Kubarska                                                         |
| MARZEC      | 5 marca 2021                                                 | Co w duszy gra                                               | Stany Zjednoczone                                            | Pete Docter                                                            |
| MARZEC      | 5 marca 2021                                                 | Dźwięk metalu                                                | Stany Zjednoczone                                            | Darius Marder                                                          |
| MARZEC      | 5 marca 2021                                                 | Obiecująca. Młoda. Kobieta.                                  | Wielka Brytania                                              | Emerald Fennell                                                        |
| MARZEC      | 5 marca 2021                                                 | Słudzy                                                       | Słowacja                                                     | Ivan Ostrochovský                                                      |
| MARZEC      | 5 marca 2021                                                 | Supernauczycielka                                            | Holandia                                                     | Martijn Smits                                                          |
| MARZEC      | 5 marca 2021                                                 | Szczęściara                                                  | Australia                                                    | John Sheedy                                                            |
| MARZEC      | 5 marca 2021                                                 | Zabij to i wyjedź z tego miasta                              | Polska                                                       | Mariusz Wilczyński                                                     |
| MARZEC      | 12 marca 2021                                                | Amonit                                                       | Wielka Brytania                                              | Francis Lee                                                            |
| MARZEC      | 12 marca 2021                                                | Każdy ma swoje lato                                          | Polska                                                       | Tomasz Jurkiewicz                                                      |
| MARZEC      | 12 marca 2021                                                | Magiczne muzeum                                              | Czechy                                                       | Martin Kotík                                                           |
| MARZEC      | 12 marca 2021                                                | Miłość na przekór wszystkim                                  | Stany Zjednoczone                                            | David L. Cunningham                                                    |
| MARZEC      | 12 marca 2021                                                | Oto my                                                       | Izrael                                                       | Nir Bergman                                                            |
| MARZEC      | 19 marca 2021                                                | Jeszcze jest czas                                            | Kanada                                                       | Viggo Mortensen                                                        |
| KWIECIEŃ    | Kina w Polsce były zamknięte z powodu pandemii koronawirusa. | Kina w Polsce były zamknięte z powodu pandemii koronawirusa. | Kina w Polsce były zamknięte z powodu pandemii koronawirusa. | Kina w Polsce były zamknięte z powodu pandemii koronawirusa.           |
| MAJ         | 21 maja 2021                                                 | Biuro Detektywistyczne Lassego i Mai. Rabuś z pociągu        | Szwecja                                                      | Moa Gammel                                                             |
| MAJ         | 21 maja 2021                                                 | Ojciec                                                       | Wielka Brytania                                              | Florian Zeller                                                         |
| MAJ         | 21 maja 2021                                                 | Ludzki głos                                                  | Hiszpania                                                    | Pedro Almodóvar                                                        |
| MAJ         | 21 maja 2021                                                 | Martin Eden                                                  | Włochy                                                       | Pietro Marcello                                                        |
| MAJ         | 21 maja 2021                                                 | Nelly Rapp - Upiorna agentka                                 | Szwecja                                                      | Amanda Adolfsson                                                       |
| MAJ         | 21 maja 2021                                                 | Świat, który nadejdzie                                       | Stany Zjednoczone                                            | Mona Fastvold                                                          |
| MAJ         | 28 maja 2021                                                 | Amatorzy                                                     | Polska                                                       | Iwona Siekierzyńska                                                    |
| MAJ         | 28 maja 2021                                                 | Cruella                                                      | Stany Zjednoczone                                            | Craig Gillespie                                                        |
| MAJ         | 28 maja 2021                                                 | Druga połowa                                                 | Polska                                                       | Łukasz Wiśniewski                                                      |
| MAJ         | 28 maja 2021                                                 | Krudowie 2: Nowa era                                         | Stany Zjednoczone                                            | Joel Crawford                                                          |
| MAJ         | 28 maja 2021                                                 | Mortal Kombat                                                | Stany Zjednoczone                                            | Simon McQuoid                                                          |
| MAJ         | 28 maja 2021                                                 | Nocny konwój                                                 | Francja                                                      | Anne Fontaine                                                          |
| MAJ         | 28 maja 2021                                                 | Nomadland                                                    | Stany Zjednoczone                                            | Chloé Zhao                                                             |
| MAJ         | 28 maja 2021                                                 | Pierwsza krowa                                               | Stany Zjednoczone                                            | Kelly Reichardt                                                        |
| MAJ         | 28 maja 2021                                                 | Wolka                                                        | Islandia                                                     | Árni Ólafur Ásgeirsson                                                 |
| CZERWIEC    | 4 czerwca 2021                                               | Ciche miejsce 2                                              | Stany Zjednoczone                                            | John Krasinski                                                         |
| CZERWIEC    | 4 czerwca 2021                                               | Godzilla vs. Kong                                            | Stany Zjednoczone                                            | Adam Wingard                                                           |
| CZERWIEC    | 4 czerwca 2021                                               | La Gomera                                                    | Rumunia                                                      | Corneliu Porumboiu                                                     |
| CZERWIEC    | 4 czerwca 2021                                               | Jeden gniewny człowiek                                       | Wielka Brytania                                              | Guy Ritchie                                                            |
| CZERWIEC    | 4 czerwca 2021                                               | Proste rzeczy                                                | Polska                                                       | Grzegorz Zariczny                                                      |
| CZERWIEC    | 4 czerwca 2021                                               | Skąd się biorą sny                                           | Dania                                                        | Kim Hagen Jensen                                                       |
| CZERWIEC    | 4 czerwca 2021                                               | Śniegu już nigdy nie będzie                                  | Polska                                                       | Małgorzata Szumowska i Michał Englert                                  |
| CZERWIEC    | 4 czerwca 2021                                               | Wnuki dla początkujących                                     | Niemcy                                                       | Wolfgang Groos                                                         |
| CZERWIEC    | 11 czerwca 2021                                              | 10 dni z tatą                                                | Francja                                                      | Ludovic Bernard                                                        |
| CZERWIEC    | 11 czerwca 2021                                              | Geniusze                                                     | Niemcy                                                       | Thor Klein                                                             |
| CZERWIEC    | 11 czerwca 2021                                              | Magnezja                                                     | Polska                                                       | Maciej Bochniak                                                        |
| CZERWIEC    | 11 czerwca 2021                                              | Na rauszu                                                    | Dania                                                        | Thomas Vinterberg                                                      |
| CZERWIEC    | 11 czerwca 2021                                              | Obecność 3: Na rozkaz diabła                                 | Stany Zjednoczone                                            | Michael Chaves                                                         |
| CZERWIEC    | 11 czerwca 2021                                              | Podróż księcia                                               | Francja                                                      | Jean-François Laguionie i Xavier Picard                                |
| CZERWIEC    | 11 czerwca 2021                                              | Słoń i motyl                                                 | Belgia                                                       | Amélie van Elmbt                                                       |
| CZERWIEC    | 11 czerwca 2021                                              | Spacer z aniołami                                            | Polska                                                       | Tomasz Wysokiński                                                      |
| CZERWIEC    | 11 czerwca 2021                                              | Tom i Jerry                                                  | Stany Zjednoczone                                            | Tim Story                                                              |
| CZERWIEC    | 18 czerwca 2021                                              | Ci, którzy życzą mi śmierci                                  | Stany Zjednoczone                                            | Taylor Sheridan                                                        |
| CZERWIEC    | 18 czerwca 2021                                              | Luca                                                         | Stany Zjednoczone                                            | Enrico Casarosa                                                        |
| CZERWIEC    | 18 czerwca 2021                                              | Małe rzeczy                                                  | Stany Zjednoczone                                            | John Lee Hancock                                                       |
| CZERWIEC    | 18 czerwca 2021                                              | Minari                                                       | Stany Zjednoczone                                            | Lee Isaac Chung                                                        |
| CZERWIEC    | 18 czerwca 2021                                              | Moja kochana Vivian                                          | Stany Zjednoczone                                            | Matt Riddlehoover                                                      |
| CZERWIEC    | 18 czerwca 2021                                              | Najlepsze lata                                               | Włochy                                                       | Gabriele Muccino                                                       |
| CZERWIEC    | 18 czerwca 2021                                              | Ostatni komers                                               | Polska                                                       | Dawid Nickel                                                           |
| CZERWIEC    | 18 czerwca 2021                                              | Paryskie tango                                               | Francja                                                      | Jézabel Marques                                                        |
| CZERWIEC    | 18 czerwca 2021                                              | Piotruś Królik 2: Na gigancie                                | Stany Zjednoczone                                            | Will Gluck                                                             |
| CZERWIEC    | 18 czerwca 2021                                              | Spirala: Nowy rozdział serii "Piła"                          | Stany Zjednoczone                                            | Darren Lynn Bousman                                                    |
| CZERWIEC    | 18 czerwca 2021                                              | Sweat                                                        | Polska                                                       | Magnus von Horn                                                        |
| CZERWIEC    | 18 czerwca 2021                                              | W jak morderstwo                                             | Polska                                                       | Piotr Mularuk                                                          |
| CZERWIEC    | 25 czerwca 2021                                              | Ciotka Hitlera                                               | Polska                                                       | Michał Rogalski                                                        |
| CZERWIEC    | 25 czerwca 2021                                              | Kapitan Szablozęby i magiczny diament                        | Norwegia                                                     | Marit Moum Aune i Rasmus A. Sivertsen                                  |
| CZERWIEC    | 25 czerwca 2021                                              | Lato ’85                                                     | Francja                                                      | François Ozon                                                          |
| CZERWIEC    | 25 czerwca 2021                                              | Miasto                                                       | Polska                                                       | Marcin Sauter                                                          |
| CZERWIEC    | 25 czerwca 2021                                              | Niepamięć                                                    | Grecja                                                       | Christos Nikou                                                         |
| CZERWIEC    | 25 czerwca 2021                                              | Supernova                                                    | Wielka Brytania                                              | Harry Macqueen                                                         |
| CZERWIEC    | 25 czerwca 2021                                              | Szybcy i wściekli 9                                          | Stany Zjednoczone                                            | Justin Lin                                                             |
| LIPIEC      | 2 lipca 2021                                                 | Aż do śmierci                                                | Stany Zjednoczone                                            | S.K. Dale                                                              |
| LIPIEC      | 2 lipca 2021                                                 | Bodyguard i żona zawodowca                                   | Stany Zjednoczone                                            | Patrick Hughes                                                         |
| LIPIEC      | 2 lipca 2021                                                 | Fritzi - przyjaźń bez granic                                 | Niemcy                                                       | Matthias Bruhn i Ralf Kukula                                           |
| LIPIEC      | 2 lipca 2021                                                 | Lokal zamknięty                                              | Polska                                                       | Krzysztof Jankowski                                                    |
| LIPIEC      | 2 lipca 2021                                                 | Mustang z Dzikiej Doliny: Droga do wolności                  | Stany Zjednoczone                                            | Elaine Bogan                                                           |
| LIPIEC      | 2 lipca 2021                                                 | Nikt                                                         | Stany Zjednoczone                                            | Ilya Naishuller                                                        |
| LIPIEC      | 2 lipca 2021                                                 | Raya i ostatni smok                                          | Stany Zjednoczone                                            | Don Hall i Carlos López Estrada                                        |
| LIPIEC      | 2 lipca 2021                                                 | Sanktuarium                                                  | Stany Zjednoczone                                            | Evan Spiliotopoulos                                                    |
| LIPIEC      | 2 lipca 2021                                                 | W co grają ludzie                                            | Finlandia                                                    | Jenni Toivoniemi                                                       |
| LIPIEC      | 2 lipca 2021                                                 | Wróg doskonały                                               | Hiszpania                                                    | Kike Maíllo                                                            |
| LIPIEC      | 9 lipca 2021                                                 | Cudak                                                        | Polska                                                       | Anna Kazejak                                                           |
| LIPIEC      | 9 lipca 2021                                                 | Czarna Wdowa                                                 | Stany Zjednoczone                                            | Cate Shortland                                                         |
| LIPIEC      | 9 lipca 2021                                                 | DNA                                                          | Francja                                                      | Maïwenn                                                                |
| LIPIEC      | 9 lipca 2021                                                 | Elfinki                                                      | Niemcy                                                       | Ute von Münchow-Pohl                                                   |
| LIPIEC      | 9 lipca 2021                                                 | Gaia                                                         | Południowa Afryka                                            | Jaco Bouwer                                                            |
| LIPIEC      | 9 lipca 2021                                                 | Jak wywołałem byłą żonę                                      | Wielka Brytania                                              | Edward Hall                                                            |
| LIPIEC      | 9 lipca 2021                                                 | Piotruś Pan i Alicja w Krainie Czarów                        | Wielka Brytania                                              | Brenda Chapman                                                         |
| LIPIEC      | 9 lipca 2021                                                 | Ściema po polsku                                             | Polska                                                       | Mariusz Pujszo                                                         |
| LIPIEC      | 16 lipca 2021                                                | Berlin Alexanderplatz                                        | Niemcy                                                       | Burhan Qurbani                                                         |
| LIPIEC      | 16 lipca 2021                                                | Creation Stories                                             | Wielka Brytania                                              | Nick Moran                                                             |
| LIPIEC      | 16 lipca 2021                                                | Cwaniaki z Hollywood                                         | Stany Zjednoczone                                            | George Gallo                                                           |
| LIPIEC      | 16 lipca 2021                                                | Ella Bella Bingo                                             | Norwegia                                                     | Frank Mosvold i Atle Solberg Blakseth                                  |
| LIPIEC      | 16 lipca 2021                                                | Escape Room: Najlepsi z najlepszych                          | Stany Zjednoczone                                            | Adam Robitel                                                           |
| LIPIEC      | 16 lipca 2021                                                | Kosmiczny mecz: Nowa era                                     | Stany Zjednoczone                                            | Malcolm D. Lee                                                         |
| LIPIEC      | 16 lipca 2021                                                | Święta, święta i po świętach                                 | Brazylia                                                     | Sandra Kogut                                                           |
| LIPIEC      | 16 lipca 2021                                                | Tajemnica sióstr Sprite                                      | Niemcy                                                       | Sven Unterwaldt Jr.                                                    |
| LIPIEC      | 16 lipca 2021                                                | Żużel                                                        | Polska                                                       | Dorota Kędzierzawska                                                   |
| LIPIEC      | 23 lipca 2021                                                | Kraina smoków                                                | Niemcy                                                       | Tomer Eshed                                                            |
| LIPIEC      | 23 lipca 2021                                                | Małżeństwo na skróty                                         | Australia                                                    | Josh Lawson                                                            |
| LIPIEC      | 23 lipca 2021                                                | Noc oczyszczenia: Żegnaj Ameryko                             | Stany Zjednoczone                                            | Everardo Gout                                                          |
| LIPIEC      | 23 lipca 2021                                                | Po złoto. Historia Władysława Kozakiewicza                   | Polska                                                       | Ksawery Szczepanik                                                     |
| LIPIEC      | 23 lipca 2021                                                | Snake Eyes: Geneza G.I. Joe                                  | Stany Zjednoczone                                            | Robert Schwentke                                                       |
| LIPIEC      | 23 lipca 2021                                                | Wojna z dziadkiem                                            | Stany Zjednoczone                                            | Tim Hill                                                               |
| LIPIEC      | 30 lipca 2021                                                | Intruz                                                       | Argentyna                                                    | Natalia Meta                                                           |
| LIPIEC      | 30 lipca 2021                                                | Metamorfoza ptaków                                           | Portugalia                                                   | Catarina Vasconcelos                                                   |
| LIPIEC      | 30 lipca 2021                                                | Old                                                          | Stany Zjednoczone                                            | M. Night Shyamalan                                                     |
| LIPIEC      | 30 lipca 2021                                                | Republika dzieci                                             | Polska                                                       | Jan Jakub Kolski                                                       |
| LIPIEC      | 30 lipca 2021                                                | Susza                                                        | Australia                                                    | Robert Connolly                                                        |
| LIPIEC      | 30 lipca 2021                                                | Weselny toast                                                | Francja                                                      | Laurent Tirard                                                         |
| LIPIEC      | 30 lipca 2021                                                | Wilczy gang                                                  | Niemcy                                                       | Tim Trageser                                                           |
| LIPIEC      | 30 lipca 2021                                                | Wyprawa do dżungli                                           | Stany Zjednoczone                                            | Jaume Collet-Serra                                                     |
| LIPIEC      | 30 lipca 2021                                                | Zielony Rycerz. Green Knight                                 | Stany Zjednoczone                                            | David Lowery                                                           |
| SIERPIEŃ    | 6 sierpnia 2021                                              | Klątwa młodości                                              | Wielka Brytania                                              | Neil Marshall                                                          |
| SIERPIEŃ    | 6 sierpnia 2021                                              | Legion samobójców: The Suicide Squad                         | Stany Zjednoczone                                            | James Gunn                                                             |
| SIERPIEŃ    | 6 sierpnia 2021                                              | Piękna i rzeźnik                                             | Stany Zjednoczone                                            | Christopher Landon                                                     |
| SIERPIEŃ    | 13 sierpnia 2021                                             | Czarna owca                                                  | Polska                                                       | Aleksander Pietrzak                                                    |
| SIERPIEŃ    | 13 sierpnia 2021                                             | Egzorcyzmy dnia siódmego                                     | Stany Zjednoczone                                            | Justin P. Lang                                                         |
| SIERPIEŃ    | 13 sierpnia 2021                                             | Free Guy                                                     | Stany Zjednoczone                                            | Shawn Levy                                                             |
| SIERPIEŃ    | 13 sierpnia 2021                                             | Holiday                                                      | Polska                                                       | Paweł Ferdek                                                           |
| SIERPIEŃ    | 13 sierpnia 2021                                             | Moja cudowna Wanda                                           | Szwajcaria                                                   | Bettina Oberli                                                         |
| SIERPIEŃ    | 13 sierpnia 2021                                             | Mój brat ściga dinozaury                                     | Włochy                                                       | Stefano Cipani                                                         |
| SIERPIEŃ    | 13 sierpnia 2021                                             | Nie oddychaj 2                                               | Stany Zjednoczone                                            | Rodo Sayagues                                                          |
| SIERPIEŃ    | 13 sierpnia 2021                                             | Operacja Mumia                                               | Norwegia                                                     | Grethe Bøe-Waal                                                        |
| SIERPIEŃ    | 13 sierpnia 2021                                             | Widzimy się wczoraj                                          | Niemcy                                                       | Maggie Peren                                                           |
| SIERPIEŃ    | 13 sierpnia 2021                                             | Wyrolowani                                                   | Stany Zjednoczone                                            | David Silverman                                                        |
| SIERPIEŃ    | 20 sierpnia 2021                                             | Annette                                                      | Francja                                                      | Leos Carax                                                             |
| SIERPIEŃ    | 20 sierpnia 2021                                             | Dom nocny                                                    | Stany Zjednoczone                                            | David Bruckner                                                         |
| SIERPIEŃ    | 20 sierpnia 2021                                             | The End                                                      | Polska                                                       | Tomasz Mandes                                                          |
| SIERPIEŃ    | 20 sierpnia 2021                                             | Lassie, wróć!                                                | Niemcy                                                       | Hanno Olderdissen                                                      |
| SIERPIEŃ    | 20 sierpnia 2021                                             | Polański, Horowitz. Hometown                                 | Polska                                                       | Mateusz Kudła i Anna Kokoszka-Romer                                    |
| SIERPIEŃ    | 20 sierpnia 2021                                             | Reminiscencja                                                | Stany Zjednoczone                                            | Lisa Joy                                                               |
| SIERPIEŃ    | 20 sierpnia 2021                                             | Usłane różami                                                | Francja                                                      | Pierre Pinaud                                                          |
| SIERPIEŃ    | 27 sierpnia 2021                                             | Binti                                                        | Belgia                                                       | Frederike Migom                                                        |
| SIERPIEŃ    | 27 sierpnia 2021                                             | Candyman                                                     | Stany Zjednoczone                                            | Nia DaCosta                                                            |
| SIERPIEŃ    | 27 sierpnia 2021                                             | Czarny młyn                                                  | Polska                                                       | Mariusz Palej                                                          |
| SIERPIEŃ    | 27 sierpnia 2021                                             | Kraj                                                         | Polska                                                       | Maciej Ślesicki, Veronica Andersson, Filip Hillesland i Mateusz Motyka |
| SIERPIEŃ    | 27 sierpnia 2021                                             | Mistrz                                                       | Polska                                                       | Maciej Barczewski                                                      |
| SIERPIEŃ    | 27 sierpnia 2021                                             | O nieskończoności                                            | Szwecja                                                      | Roy Andersson                                                          |
| SIERPIEŃ    | 27 sierpnia 2021                                             | Zabójczy koktajl                                             | Niemcy                                                       | Navot Papushado                                                        |
| SIERPIEŃ    | 27 sierpnia 2021                                             | Zupa nic                                                     | Polska                                                       | Kinga Dębska                                                           |
| WRZESIEŃ    | 1 września 2021                                              | After. Ocal mnie                                             | Stany Zjednoczone                                            | Castille Landon                                                        |
| WRZESIEŃ    | 3 września 2021                                              | Klub brzydkich dzieci                                        | Holandia                                                     | Jonathan Elbers                                                        |
| WRZESIEŃ    | 3 września 2021                                              | Psi Patrol: Film                                             | Kanada                                                       | Cal Brunker                                                            |
| WRZESIEŃ    | 3 września 2021                                              | Shang-Chi i legenda dziesięciu pierścieni                    | Stany Zjednoczone                                            | Destin Daniel Cretton                                                  |
| WRZESIEŃ    | 3 września 2021                                              | Tajemnice Saint-Tropez                                       | Francja                                                      | Nicolas Benamou                                                        |
| WRZESIEŃ    | 10 września 2021                                             | Antybohater                                                  | Polska                                                       | Michał Kawecki                                                         |
| WRZESIEŃ    | 10 września 2021                                             | Small World                                                  | Polska                                                       | Patryk Vega                                                            |
| WRZESIEŃ    | 10 września 2021                                             | Teściowie                                                    | Polska                                                       | Jakub Michalczuk                                                       |
| WRZESIEŃ    | 10 września 2021                                             | Wcielenie                                                    | Stany Zjednoczone                                            | James Wan                                                              |
| WRZESIEŃ    | 10 września 2021                                             | Wszyscy za jednego                                           | Norwegia                                                     | Johanne Helgeland                                                      |
| WRZESIEŃ    | 10 września 2021                                             | Złe baśnie                                                   | Włochy                                                       | Damiano i Fabio D’Innocenzo                                            |
| WRZESIEŃ    | 17 września 2021                                             | A-ha                                                         | Norwegia                                                     | Thomas Robsahm                                                         |
| WRZESIEŃ    | 17 września 2021                                             | Aida                                                         | Bośnia i Hercegowina                                         | Jasmila Žbanić                                                         |
| WRZESIEŃ    | 17 września 2021                                             | Jestem Greta                                                 | Szwecja                                                      | Nathan Grossman                                                        |
| WRZESIEŃ    | 17 września 2021                                             | Mała Wielka Stopa 2: W rodzinie siła                         | Belgia                                                       | Jérémie Degruson i Ben Stassen                                         |
| WRZESIEŃ    | 17 września 2021                                             | Najmro. Kocha, kradnie, szanuje                              | Polska                                                       | Mateusz Rakowicz                                                       |
| WRZESIEŃ    | 17 września 2021                                             | Pan Patyk i morski potwór                                    | Norwegia                                                     | Tove Undheim                                                           |
| WRZESIEŃ    | 17 września 2021                                             | Wyszyński - zemsta czy przebaczenie                          | Polska                                                       | Tadeusz Syka                                                           |
| WRZESIEŃ    | 24 września 2021                                             | Jak rozmawiać z psem                                         | Stany Zjednoczone                                            | Gil Junger                                                             |
| WRZESIEŃ    | 24 września 2021                                             | Jeźdźcy sprawiedliwości                                      | Dania                                                        | Anders Thomas Jensen                                                   |
| WRZESIEŃ    | 24 września 2021                                             | Jinpa                                                        |                                                              | Pema Tseden                                                            |
| WRZESIEŃ    | 24 września 2021                                             | Niefortunny numerek lub szalone porno                        | Rumunia                                                      | Radu Jude                                                              |
| WRZESIEŃ    | 24 września 2021                                             | Undine                                                       | Niemcy                                                       | Christian Petzold                                                      |
| WRZESIEŃ    | 24 września 2021                                             | Żeby nie było śladów                                         | Polska                                                       | Jan P. Matuszyński                                                     |
| PAŹDZIERNIK | 1 października 2021                                          | Człowiek, który sprzedał swoją skórę                         | Tunezja                                                      | Kaouther Ben Hania                                                     |
| PAŹDZIERNIK | 1 października 2021                                          | Fatima                                                       | Stany Zjednoczone                                            | Marco Pontecorvo                                                       |
| PAŹDZIERNIK | 1 października 2021                                          | Gagarine                                                     | Francja                                                      | Fanny Liatard i Jérémy Trouilh                                         |
| PAŹDZIERNIK | 1 października 2021                                          | Gunda                                                        | Norwegia                                                     | Wiktor Kossakowski                                                     |
| PAŹDZIERNIK | 1 października 2021                                          | Nie czas umierać                                             | Wielka Brytania                                              | Cary Joji Fukunaga                                                     |
| PAŹDZIERNIK | 1 października 2021                                          | Rodzinka rządzi                                              | Stany Zjednoczone                                            | Tom McGrath                                                            |
| PAŹDZIERNIK | 1 października 2021                                          | Viggo i gadająca gęś                                         | Dania                                                        | Steen Rasmussen i Michael Wikke                                        |
| PAŹDZIERNIK | 8 października 2021                                          | Dyskretny urok niebezpiecznych myśli                         | Francja                                                      | Emmanuel Mouret                                                        |
| PAŹDZIERNIK | 8 października 2021                                          | Komedianci debiutanci                                        | Francja                                                      | Emmanuel Courcol                                                       |
| PAŹDZIERNIK | 8 października 2021                                          | Penguin Bloom: Niesamowita historia Sam Bloom                | Australia                                                    | Glendyn Ivin                                                           |
| PAŹDZIERNIK | 8 października 2021                                          | Smak głodu                                                   | Dania                                                        | Christoffer Boe                                                        |
| PAŹDZIERNIK | 8 października 2021                                          | Wesele                                                       | Polska                                                       | Wojciech Smarzowski                                                    |
| PAŹDZIERNIK | 8 października 2021                                          | Wilk na 100%                                                 | Australia                                                    | Alexs Stadermann                                                       |
| PAŹDZIERNIK | 15 października 2021                                         | Ainbo - strażniczka Amazonii                                 | Peru                                                         | Richard Claus i Jose Zelada                                            |
| PAŹDZIERNIK | 15 października 2021                                         | Notturno                                                     | Włochy                                                       | Gianfranco Rosi                                                        |
| PAŹDZIERNIK | 15 października 2021                                         | Nowy porządek                                                | Meksyk                                                       | Michel Franco                                                          |
| PAŹDZIERNIK | 15 października 2021                                         | Ostatni pojedynek                                            | Wielka Brytania                                              | Ridley Scott                                                           |
| PAŹDZIERNIK | 15 października 2021                                         | Venom 2: Carnage                                             | Stany Zjednoczone                                            | Andy Serkis                                                            |
| PAŹDZIERNIK | 15 października 2021                                         | Wyspa Bergmana                                               | Francja                                                      | Mia Hansen-Løve                                                        |
| PAŹDZIERNIK | 22 października 2021                                         | Diuna                                                        | Stany Zjednoczone                                            | Denis Villeneuve                                                       |
| PAŹDZIERNIK | 22 października 2021                                         | Furioza                                                      | Polska                                                       | Cyprian T. Olencki                                                     |
| PAŹDZIERNIK | 22 października 2021                                         | Halloween zabija                                             | Stany Zjednoczone                                            | David Gordon Green                                                     |
| PAŹDZIERNIK | 22 października 2021                                         | Lux Æterna                                                   | Francja                                                      | Gaspar Noé                                                             |
| PAŹDZIERNIK | 22 października 2021                                         | Narcyz i Złotousty                                           | Niemcy                                                       | Stefan Ruzowitzky                                                      |
| PAŹDZIERNIK | 22 października 2021                                         | Pleasure                                                     | Szwecja                                                      | Ninja Thyberg                                                          |
| PAŹDZIERNIK | 22 października 2021                                         | Rodzina Addamsów 2                                           | Stany Zjednoczone                                            | Conrad Vernon i Greg Tiernan                                           |
| PAŹDZIERNIK | 22 października 2021                                         | Ron Usterka                                                  | Stany Zjednoczone                                            | Jean-Philippe Vine i Sarah Smith                                       |
| PAŹDZIERNIK | 29 października 2021                                         | Cenzorka                                                     | Wielka Brytania                                              | Prano Bailey-Bond                                                      |
| PAŹDZIERNIK | 29 października 2021                                         | Moje wspaniałe życie                                         | Polska                                                       | Łukasz Grzegorzek                                                      |
| PAŹDZIERNIK | 29 października 2021                                         | Mosquito State                                               | Stany Zjednoczone                                            | Filip Jan Rymsza                                                       |
| PAŹDZIERNIK | 29 października 2021                                         | Mój przyjaciel wampir                                        | Francja                                                      | Joann Sfar                                                             |
| PAŹDZIERNIK | 29 października 2021                                         | Ostatniej nocy w Soho                                        | Wielka Brytania                                              | Edgar Wright                                                           |
| PAŹDZIERNIK | 29 października 2021                                         | Pamiętnik Berta                                              | Szwecja                                                      | Michael Lindgren                                                       |
| PAŹDZIERNIK | 29 października 2021                                         | Poroże                                                       | Stany Zjednoczone                                            | Scott Cooper                                                           |
| PAŹDZIERNIK | 29 października 2021                                         | Poufne lekcje perskiego                                      | Niemcy                                                       | Vadim Perelman                                                         |
| PAŹDZIERNIK | 29 października 2021                                         | Wszyscy święci New Jersey                                    | Stany Zjednoczone                                            | Alan Taylor                                                            |
| LISTOPAD    | 5 listopada 2021                                             | Eternals                                                     | Stany Zjednoczone                                            | Chloé Zhao                                                             |
| LISTOPAD    | 5 listopada 2021                                             | Lada dzień                                                   | Finlandia                                                    | Hamy Ramezan                                                           |
| LISTOPAD    | 5 listopada 2021                                             | Obłoki śmierci - Bolimów 1915                                | Polska                                                       | Ireneusz Skruczaj                                                      |
| LISTOPAD    | 5 listopada 2021                                             | Spencer                                                      | Wielka Brytania                                              | Pablo Larraín                                                          |
| LISTOPAD    | 5 listopada 2021                                             | Śmierć Zygielbojma                                           | Polska                                                       | Ryszard Brylski                                                        |
| LISTOPAD    | 5 listopada 2021                                             | To musi być miłość                                           | Polska                                                       | Michał Rogalski                                                        |
| LISTOPAD    | 5 listopada 2021                                             | Wszystkie nasze strachy                                      | Polska                                                       | Łukasz Ronduda i Łukasz Gutt                                           |
| LISTOPAD    | 5 listopada 2021                                             | Zło nie istnieje                                             |                                                              | Mohammad Rasoulof                                                      |
| LISTOPAD    | 10 listopada 2021                                            | Aline. Głos miłości                                          | Kanada                                                       | Valérie Lemercier                                                      |
| LISTOPAD    | 11 listopada 2021                                            | Pitbull                                                      | Polska                                                       | Patryk Vega                                                            |
| LISTOPAD    | 11 listopada 2021                                            | Pszczółka Maja: Mały wielki skarb                            | Australia                                                    | Noel Cleary                                                            |
| LISTOPAD    | 12 listopada 2021                                            | 438 dni                                                      | Szwecja                                                      | Jesper Ganslandt                                                       |
| LISTOPAD    | 12 listopada 2021                                            | Nędzarz i madame                                             | Polska                                                       | Witold Ludwig                                                          |
| LISTOPAD    | 12 listopada 2021                                            | Ty jesteś następna                                           | Stany Zjednoczone                                            | Simon Barrett                                                          |
| LISTOPAD    | 12 listopada 2021                                            | Ucieczka na Srebrny Glob                                     | Polska                                                       | Kuba Mikurda                                                           |
| LISTOPAD    | 12 listopada 2021                                            | Wicher. Ostatni rozdział                                     | Niemcy                                                       | Lea Schmidbauer                                                        |
| LISTOPAD    | 19 listopada 2021                                            | Bo we mnie jest seks                                         | Polska                                                       | Katarzyna Klimkiewicz                                                  |
| LISTOPAD    | 19 listopada 2021                                            | DAU. Natasza                                                 | Rosja                                                        | Ilja Chrzanowski i Jekatierina Oertel                                  |
| LISTOPAD    | 19 listopada 2021                                            | Furia                                                        | Polska                                                       | Krzysztof Kasior                                                       |
| LISTOPAD    | 19 listopada 2021                                            | Gwiazdka Klary Muu                                           | Norwegia                                                     | Will Ashurst                                                           |
| LISTOPAD    | 19 listopada 2021                                            | Kurier Francuski z Liberty, Kansas Evening Sun               | Stany Zjednoczone                                            | Wes Anderson                                                           |
| LISTOPAD    | 19 listopada 2021                                            | Mikołaj w każdym z nas 2                                     | Norwegia                                                     | Andrea Eckerbom                                                        |
| LISTOPAD    | 19 listopada 2021                                            | Pogromcy duchów: Dziedzictwo                                 | Stany Zjednoczone                                            | Jason Reitman                                                          |
| LISTOPAD    | 19 listopada 2021                                            | Psie pazury                                                  | Nowa Zelandia                                                | Jane Campion                                                           |
| LISTOPAD    | 19 listopada 2021                                            | Świąteczna wyprawa pana Patyka                               | Norwegia                                                     | Andreas J. Riiser                                                      |
| LISTOPAD    | 19 listopada 2021                                            | Wilk, lew i ja                                               | Francja                                                      | Gilles de Maistre                                                      |
| LISTOPAD    | 19 listopada 2021                                            | Wszystko zostaje w rodzinie                                  | Włochy                                                       | Daniele Luchetti                                                       |
| LISTOPAD    | 19 listopada 2021                                            | Zwycięstwo. Powstanie Wielkopolskie 1918-1919                | Polska                                                       | Tadeusz Litowczenko i Dominika Wójcik-Skolimowska                      |
| LISTOPAD    | 26 listopada 2021                                            | Dom Gucci                                                    | Stany Zjednoczone                                            | Ridley Scott                                                           |
| LISTOPAD    | 26 listopada 2021                                            | Dziewczyny z Dubaju                                          | Polska                                                       | Maria Sadowska                                                         |
| LISTOPAD    | 26 listopada 2021                                            | Nasze magiczne Encanto                                       | Stany Zjednoczone                                            | Jared Bush i Byron Howard                                              |
| GRUDZIEŃ    | 3 grudnia 2021                                               | Ballada o białej krowie                                      |                                                              | Maryam Moghadam i Behtash Sanaeeha                                     |
| GRUDZIEŃ    | 3 grudnia 2021                                               | Chłopiec z chmur                                             | Francja                                                      | Nicolas Vanier                                                         |
| GRUDZIEŃ    | 3 grudnia 2021                                               | Clifford. Wielki czerwony pies                               | Stany Zjednoczone                                            | Walt Becker                                                            |
| GRUDZIEŃ    | 3 grudnia 2021                                               | King Richard: Zwycięska rodzina                              | Stany Zjednoczone                                            | Reinaldo Marcus Green                                                  |
| GRUDZIEŃ    | 3 grudnia 2021                                               | Lokatorka                                                    | Polska                                                       | Michał Otłowski                                                        |
| GRUDZIEŃ    | 3 grudnia 2021                                               | Resident Evil: Witajcie w Raccoon City                       | Kanada                                                       | Johannes Roberts                                                       |
| GRUDZIEŃ    | 3 grudnia 2021                                               | Szef roku                                                    | Hiszpania                                                    | Fernando León de Aranoa                                                |
| GRUDZIEŃ    | 3 grudnia 2021                                               | To była ręka Boga                                            | Włochy                                                       | Paolo Sorrentino                                                       |
| GRUDZIEŃ    | 10 grudnia 2021                                              | 1970                                                         | Polska                                                       | Tomasz Wolski                                                          |
| GRUDZIEŃ    | 10 grudnia 2021                                              | Biały potok                                                  | Polska                                                       | Michał Grzybowski                                                      |
| GRUDZIEŃ    | 10 grudnia 2021                                              | Fantazje                                                     | Francja                                                      | David Foenkinos i Stéphane Foenkinos                                   |
| GRUDZIEŃ    | 10 grudnia 2021                                              | Nie patrz w górę                                             | Stany Zjednoczone                                            | Adam McKay                                                             |
| GRUDZIEŃ    | 10 grudnia 2021                                              | Nosorożec                                                    | Ukraina                                                      | Ołeh Sencow                                                            |
| GRUDZIEŃ    | 10 grudnia 2021                                              | Powrót do tamtych dni                                        | Polska                                                       | Konrad Aksinowicz                                                      |
| GRUDZIEŃ    | 10 grudnia 2021                                              | Psycho Goreman                                               | Kanada                                                       | Steven Kostanski                                                       |
| GRUDZIEŃ    | 10 grudnia 2021                                              | West Side Story                                              | Stany Zjednoczone                                            | Steven Spielberg                                                       |
| GRUDZIEŃ    | 17 grudnia 2021                                              | Im dalej w las, tym więcej drzew                             | Węgry                                                        | Benedek Fliegauf                                                       |
| GRUDZIEŃ    | 17 grudnia 2021                                              | Jak ocalić smoka                                             | Norwegia                                                     | Katarina Launing                                                       |
| GRUDZIEŃ    | 17 grudnia 2021                                              | Misiek: Ekipa na wakacjach                                   | Stany Zjednoczone                                            | Anthony Bell                                                           |
| GRUDZIEŃ    | 17 grudnia 2021                                              | Paczka                                                       | Czechy                                                       | Tomáš Polenský                                                         |
| GRUDZIEŃ    | 17 grudnia 2021                                              | Spider-Man: Bez drogi do domu                                | Stany Zjednoczone                                            | Jon Watts                                                              |
| GRUDZIEŃ    | 17 grudnia 2021                                              | Summer of Soul                                               | Stany Zjednoczone                                            | Questlove                                                              |
| GRUDZIEŃ    | 17 grudnia 2021                                              | Zielona szkoła. Ogród szkolny                                | Holandia                                                     | Mark Verkerk                                                           |
| GRUDZIEŃ    | 22 grudnia 2021                                              | Matrix Zmartwychwstania                                      | Stany Zjednoczone                                            | Lana Wachowski                                                         |
| GRUDZIEŃ    | 24 grudnia 2021                                              | Emma i Święty Mikołaj                                        | Dania                                                        | Søren Frellesen                                                        |
| GRUDZIEŃ    | 24 grudnia 2021                                              | Hiszpański romans                                            | Stany Zjednoczone                                            | Woody Allen                                                            |
| GRUDZIEŃ    | 24 grudnia 2021                                              | Jak zostać Świętym Mikołajem 2                               | Dania                                                        | Christian Dyekjær                                                      |
| GRUDZIEŃ    | 24 grudnia 2021                                              | Kochankowie                                                  | Francja                                                      | Nicole Garcia                                                          |
| GRUDZIEŃ    | 24 grudnia 2021                                              | Odkupienie                                                   | Stany Zjednoczone                                            | Fran Kranz                                                             |
| GRUDZIEŃ    | 24 grudnia 2021                                              | Truflarze                                                    | Włochy                                                       | Michael Dweck i Gregory Kershaw                                        |
| GRUDZIEŃ    | 25 grudnia 2021                                              | W 80 dni dookoła świata                                      | Francja                                                      | Samuel Tourneux                                                        |
| GRUDZIEŃ    | 31 grudnia 2021                                              | Albatros                                                     | Francja                                                      | Xavier Beauvois                                                        |
| GRUDZIEŃ    | 31 grudnia 2021                                              | Lamb                                                         | Islandia                                                     | Valdimar Jóhannsson                                                    |
| GRUDZIEŃ    | 31 grudnia 2021                                              | Licorice Pizza                                               | Stany Zjednoczone                                            | Paul Thomas Anderson                                                   |